# Ареола (ботаніка)

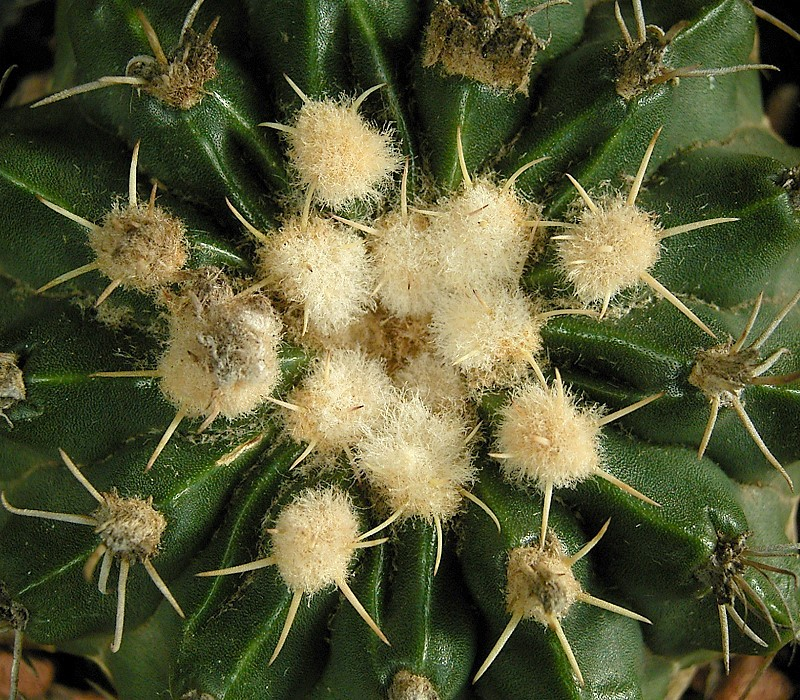
Ареоли Пародії турбінати

Ареола — характерний орган представників родини кактусових.
Це тонковолоскова подушечка, ворсиста чи запушена ділянка на вершині сосочків (туберкул, маміл) ребер кактусів, укрита типовим бавовноподібним запушенням, що несе видозмінені брунькові лусочки (колючки). Аналог бруньки звичайних рослин.
В ареолі зазвичай розвиваються колючки, глохідії, що забезпечують захисну функцію, волоски, листя, квіти, плоди. У кактусів, що галузяться, в ареолі розташовані точки росту нових пагонів, діток і коріння. Рясні і довгі волоски ареол захищають від сонячного світла, а також електростатично притягують дрібні крапельки води.

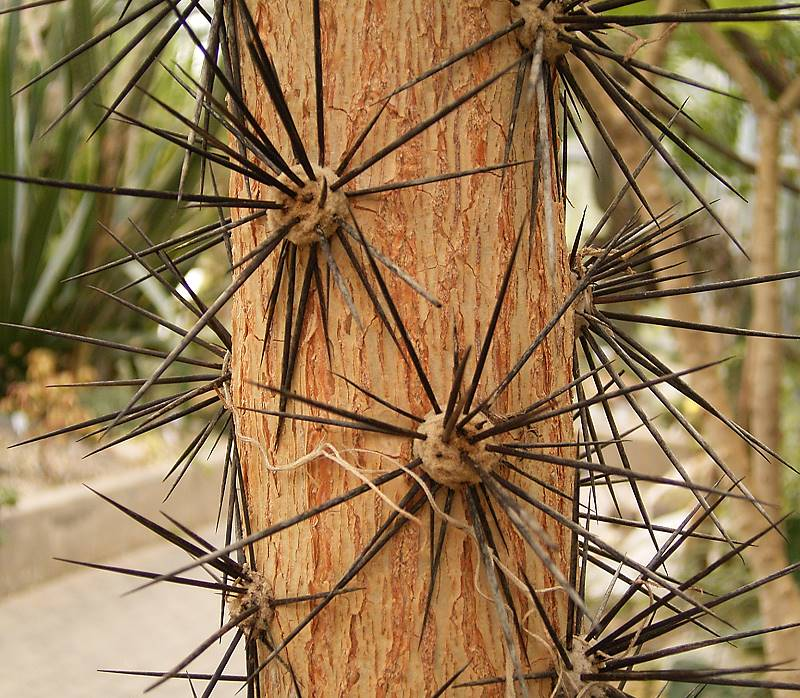
Ареоли Перескії грандіфолії

Ареола являє собою типову ознаку, характерну для всіх видів родини кактусових, наявну хоча б у молодих рослин, і підтверджує, таким чином, філогенетичну спільність представників родини.